# Escudo de la provincia de Granada
El escudo de la provincia de Granada trae, en un campo de plata, una granada de gules (rojo), rajada del mismo esmalte (color), tallada y hojada de dos hojas de sinople o verde. Bordura de cuatro compones: cuatro de gules, con un castillo de oro almenado de tres almenas, mazonado de sable (negro) y aclarado de gules, alternados con cuatro de argén, con un león rampante, de gules, linguado del mismo esmalte, uñado de argén y coronado de oro. Dos de los leones aparecen contornados (miran a la izquierda del escudo y no a la derecha como es habitual). 
El timbre, corona real española, abierta y sin diademas, forrada de gules que es un círculo de oro, engastado de piedras preciosas, compuesto de ocho florones de hojas de acanto, visibles cinco, interpoladas de perlas. Con frecuencia la corona aparece representada con los florones que utilizaron los Reyes Católicos que difieren de los mencionados.
La corona real abierta es la forma que tenía la antigua corona real, usada hasta el siglo XVI, se emplea con mucha frecuencia en la heráldica de entidades territoriales menores, municipios y provincias y es muy semejante a la atribuida a los infantes de España.
La Ciudad de Granada posee su escudo y bandera propios.